# 釣魚台小浪花介
釣魚台小浪花介（学名：Cytherelloidea senkakuensis）为小浪花介科小花介屬下的一个种。其种加词senkakuensis，意为“钓鱼岛的”。